# 特異点解消

の強非特異化。最初のブローアップで強変換は滑らかになっているがそこでは解消の手続きは停止せず、例外因子と単純正規交叉するまで続く。

代数幾何学の特異点解消（とくいてんかいしょう、英: resolution of singularities）の問題とは、すべての代数多様体 V が特異点の解消を持つかどうか、つまり V に対して非特異代数多様体 W であって固有な双有理写像 W→V を持つものを見つけられるかどうかを問う問題である。標数0の体上の代数多様体については広中平祐によって1964年に肯定的に解決されている。しかし標数 p では4次元以上で未解決である。

## 定義
元々の特異点解消の問題とは、代数多様体 X の関数体に対してその非特異モデル、つまりその関数体を持つ完備非特異代数多様体 X ′ を見つけることであった。しかし応用上は次のように少し違った形で問題を定式化しておいたほうが便利である。代数多様体 X が特異点解消を持つとは、非特異代数多様体 X ′ と
X ′ から X への固有な双有理写像を見つけられることをいう。写像が固有という条件は、X ′ として
X の非特異点がなす部分代数多様体などの自明な解を除外するためのものである。
もっと一般に、より大きな代数多様体 W に埋め込まれた代数多様体 X の特異点を解消すると便利であることが多い。X から正則な代数多様体 W への閉埋入があったとする。X
の強非特異化（strong desingularization）とは、正則な代数多様体 W′ から W
への固有双有理射であって次の条件いくつか満たすものを与えることである（条件の選び方は人によって異なる）。
1. X の強変換（固有変換、狭義変換とも） X ′ は正則で、解消の射の例外軌跡（英語版）[訳語疑問点]と横断的である。したがって、特に X の特異点を解消している。
2. X の強変換から X への写像は、X の特異点の外では同型写像である。
3. W ′ は、前のブローアップの例外軌跡と横断的な W の正則な閉部分代数多様体（あるいはより強く X の正則な部分代数多様体）でブローアップを繰り返すことにより作られる。
4. W ′ の構成は、W への滑らかな射と W をより大きな代数多様体へ埋め込む射に関して関手的である（すべての（滑らかとは限らない）射に関して何らかの合理的な方法で関手的となるようにはできない）。
5. X ′ から X への射は X の W への埋め込みには依存しない。あるいは一般に、ブローアップの列は滑らかな射に関して関手的である。

広中は X が標数0の体上で定義されていれば上の最初の3つの条件を満たす強非特異化が存在することを証明した。後述するように広中の構成は他の研究者たちによって改良され、上の条件をすべて満たすものになった。

## 曲線の特異点解消
すべての代数曲線は一意な非特異射影モデルをもつ。このことは、どの解消方法もこのモデルを作るので、本質的にはすべての解消方法は同じであることを意味する。高次元ではこれは成り立たず、代数多様体は多くの異なる非特異射影モデルを持ち得る。
Kollár (2007) に曲線の特異点解消を証明する約20個の方法が列挙されている。

### ニュートンの方法
曲線の特異点解消は、本質的には
 Newton (1676) において最初の証明が与えられた。ここでは曲線に対してピュイズー級数の存在が示され、解消はこれから容易にしたがう。

### リーマンの方法
リーマンは複素代数曲線の関数体から滑らかなリーマン面を作った。これは特異点の解消を与えている。この方法は一般の体上でも、リーマン面の代わりに関数体の離散付値環の集合を使うことで一般化できる。

### アルバネーゼの方法
アルバネーゼの方法は、十分に大きな次元（2倍すると曲線の次数を超える程度）の射影空間を張る曲線を取り、特異点からより小さな次元の射影空間へ射影を繰り返すという方法である。この方法を高次元代数多様体に拡張し、任意の n 次元代数多様体は重複度が
n!
以下の特異点を持つ射影モデルを持つことを示せる。曲線の場合は
n = 1
なので特異点は無くなる。

### 正規化
Muhly & Zariski (1939) において、曲線の正規化を取ることにより、一度の操作で曲線の特異点を解消する方法が与えられた。正規化は余次元1の全ての特異点を取り除くので曲線に対しては上手くいくが、高次元ではそうはいかない。

### 付値環
一度の操作で曲線の特異点を解消するもう一つの方法は曲線の関数体の付値環たちの空間を取る方法である。この空間から元の曲線と双有理な非特異射影曲線を作れる。

### ブローアップ
曲線の特異点でブローアップを繰り返せば、特異点はいつかは解消される。この方法の主なタスクは、特異点の複雑さを測る方法を見つけ、ブローアップにより複雑さが減ることを示すことである。これには多くの方法がある。例えば曲線の算術種数を使うことができる。

### ネーターの方法
マックス・ネーターの方法は、平面曲線を取り（特異点と一般の位置にある2つの点により決定される）2次変換を繰り返すというものである。最終的には、これにより（すべての接線が重複度2を持つ）通常多重点のみを特異点とする平面曲線ができあがる。

### ベルティーニの方法
ベルティーニの方法はネーターの方法と同様のものである。これは、平面曲線から出発して、平面に繰り返し双有理変換を適用して曲線を良くするというものである。双有理変換はネーターの方法で使われる2次変換よりも複雑であるが、通常2重点のみを特異点とするより良い結果が得られる。

## 曲面の特異点解消
曲線の場合は非特異射影モデルは一意であったが、曲面は多くの異なる非特異射影モデルを持つ。しかしそれでも曲面は一意な最小解消を持ち、他のものはこれを介して分解する。高次元では最小解消が存在するとは限らない。
複素数体上の曲面の特異点解消を証明する試みとしては、Del Pezzo (1892),
Levi (1899),
Severi (1914),
Chisini (1921),
Albanese (1924)
などがあった。しかし、これら過去の試みは全て不完全であり肝心なところが曖昧で誤りもあることを
Zariski (1935, chapter I section 6)
は指摘した。最初の厳密な証明は
Walker (1935)
でなされた。そして任意の標数0の体に対して代数的な証明が
Zariski (1939)
で与えられた。標数が0ではない曲面については
Abhyankar (1956)
が証明した。また、全ての2次元優秀スキーム（算術的曲面を全て含む）に対して特異点を解消できることが
Lipman (1978)
で証明された。

### ザリスキーの方法
曲面の特異点を解消するザリスキーの方法は、曲面の正規化（これは余次元1の特異点を除去する）と点でのブローアップ（これは余次元2の特異点をより良いものにするが、新しい余次元1の特異点が生まれるかもしれない）を交互に繰り返すというものである。これで曲面の特異点を解消できるのであるが、ザリスキーはもっと持って回った方法を使った。彼はまず局所一意化定理を証明し、曲面の任意の付値が解消できることを示した。そしてザリスキー・リーマン曲面がコンパクトであることを使って、曲面の有限集合であって各付値の中心がこれらのうちの少なくとも1つの曲面上で単純（simple）であるようなものを見つけることが可能であることを示した。最後に、曲面の間の双有理写像を調べて、この曲面の有限集合を1つの非特異曲面に置き換えれることを示した。

### ユングの方法
曲線の強型の埋め込み解消を用いて
Jung (1908)
は特別な特異点（アーベル商特異点）のみを持つ曲面に帰着させ、そしてその場合は直接解消した。これの高次元版がデ・ヨングの方法である。

### アルバネーゼの方法
一般に、n を代数多様体の次元とすると、曲線におけるアルバネーゼの方法と同様の方法で任意の代数多様体の特異点を位数が
n!
以下の特異点に簡素化できる。曲面については、これにより特異点が位数2の場合に帰着させることができ、これは具体的に取り扱うに十分なほど簡単になっている。

### アビヤンカーの方法
Abhyankar (1956) は任意標数の体上の曲面の特異点解消を付値環の局所一意化定理を証明することで証明した。一番難しいのは有理数の非離散部分群を値群として持つ階数1の付値環の場合である。証明の残りの部分はザリスキーの方法に従っている。

### 広中の方法
任意次元の標数0の代数多様体についての広中の特異点解消方法は、標数0の曲面にも適用できる。これは、特異集合の中の点または滑らかな曲線に対してブローアップを繰り返すというものである。

### リップマンの方法
Lipman (1978)
は、曲面（2次元被約ネータースキーム）Y が非特異化を持つのは、その正規化が
Y 上有限かつ解析的正規（特異点での完備化が正規）かつ有限個の特異点のみを持つとき、かつそのときに限ることを証明した。特に、Y が優秀ならば非特異化を持つ。
彼はまず Y への固有双有理写像を持つ正規曲面 Z を考え、最小の算術種数を持つ最小のものが存在することを示した。次に彼はこの最小の Z が持つ特異点はすべて擬有理（pseudo rational）であることを示し、擬有理特異点は点でのブローアップを繰り返すことにより解消できることを示した。

## 高次元での特異点解消
高次元の特異点解消問題は、正しくない証明が何度も出版され、証明が公表されることはついになかった解決の宣言が何度もなされたことで有名な、曰く付きの問題である。

### ザリスキーの方法
標数0の3次元代数多様体の特異点解消は Zariski (1944) で証明された。彼はまず付値環の局所一意化に関する定理を証明した。これは任意の標数0の体上の任意次元の代数多様体について成り立つ。次に付値のザリスキー・リーマン空間が（任意の体上の任意次元の代数多様体に対して）準コンパクトであることを示した。これは、射影多様体のモデルの有限個の族が存在して、任意の付値はこれらのモデルのうちの少なくとも１つの上で滑らかな中心を持つことを意味する。最後に、与えられた2つのモデルに対して第3のモデルでそれぞれの特異点を解消しているものを見つけられることを示した。ここで代数多様体の次元が3であることを使うが、標数は任意でよい。ここが証明のもっとも難しいところである。

### アビヤンカーの方法
標数が6より大きい場合の3次元代数多様体の特異点解消が
Abhyankar (1966)
で証明された。アビヤンカーは3次元代数多様体における重複度が標数未満の特異点は解消可能であることを示した。そしてアルバネーゼの方法を使って特異点の重複度を
(次元)! = 3! = 6
以下にできることを示した。標数に関する制約はここからきている。アビヤンカーの証明を簡易化したものが
Cutkosky (2009)
にある。
全ての標数での3次元代数多様体の特異点解消が
Cossart and Piltant (2008, 2009)
で証明された。ここでの方法は、3次元以下で局所一意化を証明し、次にザリスキーの証明が正標数の場合でも使えることをチェックするという方法であった。

### 広中の方法
標数0における全ての次元での特異点解消は
Hironaka (1964)
ではじめて証明された。彼は、標数0の体上の代数多様体の特異点は非特異な部分代数多様体に沿ってのブローアップを繰り返すことで解消できることを証明した。代数多様体の次元と全域空間（ambient space）の次元を基にした4重の数学的帰納法を用いるという、複雑極まりない方法であった。この恐るべき証明は
Bierstone, Milman & 1991-97,
Villamayor (1992),
Encinas & Villamayor (1998),
Encinas & Hauser (2002),
Wlodarczyk (2005),
Kollár (2007)
などで簡易化された。最近の証明の中には広中の元々の証明の10分の1の長さのものもあり、大学院初年級で学べるほど簡易化されている。この定理の解説が Hauser (2003) にある。また、Hauser (2000) に歴史についての論説がある。

### デ・ヨングの方法
デ・ヨングは、de Jong (1996)
において特異点を解消する別のアプローチを見つけた。これは曲面でのユングの方法を一般化したものであり、Bogomolov & Pantev (1996)
と
Abramovich & de Jong (1997)
で標数0での特異点解消の証明に使われた。デ・ヨングの方法で得られる結果は弱いものであるが、標数 p でも全ての次元の代数多様体に対して使える。また、多くの場合に解消の代わりとして使えるほど強いものである。デ・ヨングは、体上の任意の代数多様体
X
に対して、同じ次元の正則代数多様体であってこれから X の上への支配的な固有射を持つものの存在を証明した。これは、生成的には有限対１であり、X の関数体の有限次拡大が起きているため、一般には双有理写像とはならない。そのため特異点解消にはなっていない。デ・ヨングのアイデアは、X をより小さい空間 Y 上の曲線をファイバーとするファイブレーションとして表すことを試み（ここで X の微修正が起きる可能性がある）、そして Y の特異点を次元についての帰納法で取り除き、そしてファイバーの特異点を取り除くというものであった。

## スキームについての解消と問題の現在の状況
解消の定義を任意のスキームに拡張することは容易である。全てのスキームが特異点の解消を持つわけではない。Grothendieck (1965, section 7.9) は、局所ネーター・スキーム X が X 上の任意の有限整スキームの特異点を解消できるという性質を持つなら、X は準優秀でなければならないことを示した。グロタンディークは逆もまた成り立つのではないか、つまり局所ネーター・スキーム X が被約かつ準優秀なら、その特異点解消が可能ではないかと述べた。X がネーターで標数0の体上定義されているなら、これは広中の定理からしたがう。
X の次元が2以下なら、これはリップマンにより証明されている。
Hauser (2010) で未解決の標数 p における解消問題の研究状況の調査がなされている。

## 標数0での証明の方法
...
強非特異化には多くのやり方があるが、本質的にはどれも同じ結果になる。どのやり方でも大域的な対象（非特異化の対象とする代数多様体）は局所的なデータ（代数多様体のイデアル層と例外因子と一回の操作でどのくらいイデアルの解消をすべきかを表す"位数"）に置き換えられる。この局所的なデータによってブローアップの中心が定義される。中心は局所的に定義されるので、これらが貼り合わさって大域的な中心となることが保証されるかが問題となる。これは各イデアルを解消するのにどのようなブローアップを許容するかを定義することでなされる。適切に行えば、中心は自動的に貼り合わさる。もう一つの方法は、代数多様体と解消の履歴（前の局所的な中心）に依存する局所的な不変量を、中心が不変量の最大軌跡から構成されるように定義する方法である。この定義では、この選択が有意義で例外因子に横断的な滑らかな中心を与えるようになされる。
いずれの場合でも問題はイデアル層と付加データ（例外因子とイデアルに対して解消を進める道標となる位数 d）の組の特異点を解消することに帰着される。この組は
marked ideal
と呼ばれ、イデアルの位数が d よりも大きい点の集合はその
co-support
と呼ばれる。marked ideal に対して解消が存在することの証明は次元に関する帰納法でなされる。帰納法は次の2つのステップに分かれる。
1. 次元 n − 1 の marked ideal の関手的な非特異化から、次元 n の最大位数の marked ideal の関手的な非特異化を示す。
2. 次元 n の最大位数の marked ideal の関手的な非特異化から、次元 n の（一般の）marked ideal の関手的な非特異化を示す。

ここで、marked ideal が最大位数（maximal order）であるとは、その co-support におけるある点でイデアルの位数が d に等しいことをいう。強型の解消においては、代数多様体の点での局所環のヒルベルト・サミュエル関数を使うことが鍵となる。これは解消不変量の1つである。

## 諸例

### 重複度はブローアップで減少するとは限らない
最も簡単な特異点の不変量は重複度である。しかしこれはブローアップで減少するとは限らないので、より精妙な不変量を使って改善の程度を測る必要がある。
例えば、嘴点
y2 = x5
は原点で位数2の特異点を持つ。これを特異点でブローアップすると通常の尖点
y2 = x3
になるが、これもふたたび重複度2である。
この場合には特異点が改善されていることは定義多項式の次数が減少していることから明らかである。一般にはこうはならない。その例として、x2 + y3z + z3 = 0
の原点の孤立特異点を考える。ブローアップすると特異点
x2 + y2z + yz3 = 0
になる。どちらの特異点も重複度は2で、どちらも次数が2、3、4の単項式の和で定義されているので、この新しい特異点が良いものになっているかすぐには分からない。

### 最も特異な点でブローアップしても上手くいかない

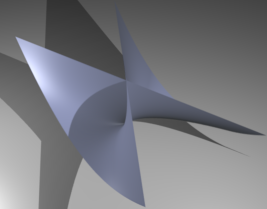
ホイットニーの傘

特異点を改良するために"もっとも悪い"特異点の軌跡でのブローアップを考えることは自然である。ホイットニーの傘
x2 = y2z
は
z 軸を特異集合として持ち、ほとんどの点は通常2重点であるが原点ではより複雑なピンチ・ポイント特異点を持っている。したがって、もっとも悪い特異点でブローアップとするという考えでは原点でのブローアップからはじめることになる。しかし、原点でブローアップしてもある座標チャートの上では同じ特異点ができてしまう。したがって"もっとも悪い"（ように見える）特異点でブローアップしても特異点は改善されない。代わりに、z 軸に沿ってブローアップすることで特異点を解消できる。
Bierstone & Milman (1997) のように、ある意味で"もっとも悪い"特異点でブローアップすることにより上手くいくアルゴリズムもあるが、この例が示すように"もっとも悪い"の定義は慎重に行う必要がある。
もっと複雑な特異点として
x2 = ymzn
を考える。これは
x = yz = 0
に沿って特異点を持つ。
原点にあるもっとも悪い特異点でブローアップすると、x2 = ym+n−2zn
と
x2 = ymzm+n−2
で定義される特異点が生まれる。m と n がともに3以上なら、これらは元の特異点より悪くなっている。
特異点を解消すると、全変換（強変換と例外因子の和集合）は単純正規交叉型の特異点を持つ代数多様体になっている。この型の特異点を解消することなく特異点を解消できないか、つまり滑らかな点と単純正規交叉している点の集合上で同型となるような解消を見つけられないか考えることは自然である。強変換が因子（つまり、滑らかな代数多様体に余次元1の部分代数多様体として埋め込みが可能）の場合には、単純正規交叉点を避けた強型の解消が存在することが知られている。ホイットニーの傘から、正規交叉特異点でのブローアップを避けて特異点を解消することは不可能であることがわかる。

### 少しずつ解消していく方法は履歴を必要とする
特異点を解消する自然な方法は、何らかの標準的な方法で選ばれた滑らかな部分代数多様体でのブローアップを繰り返すことである。これは次の問題に直面する。式
x2 = y2z2
の特異集合は
y 軸と z 軸の直線の組である。ブローアップの中心として考えられる代数多様体は、原点とこの2つの軸の片方と特異集合全体（2つの軸）だけである。しかし、特異集合全体は滑らかではないため使うことができず、2つの軸のうち片方を選択するのは対称性のために標準的にならない。そのため原点でのブローアップからスタートすることになるが、そうすると元の特異点がまた生じてしまうため、先に進めない。
この問題の解決策は、原点でのブローアップが特異点の型を変えなかったとしても、2つの特異な軸の間の対称性を壊れ、わずかな改善があることである。これは、それらのうちの1つは前のブローアップでの例外因子であることによる。それゆえ、どちらか片方をブローアップすることが今度は許される。しかし、これを利用するには、解消の手続きでこれら2つの特異点を、局所的に同じであったとしても違うやり方で処理する必要がある。これは時に解消手続きに履歴を使うことでなされる。したがって、各ステップでのブローアップの中心は特異点のみに依存するのではなく、それを生成するために使われた前のブローアップにも依存する。

### 解消は関手的ではない

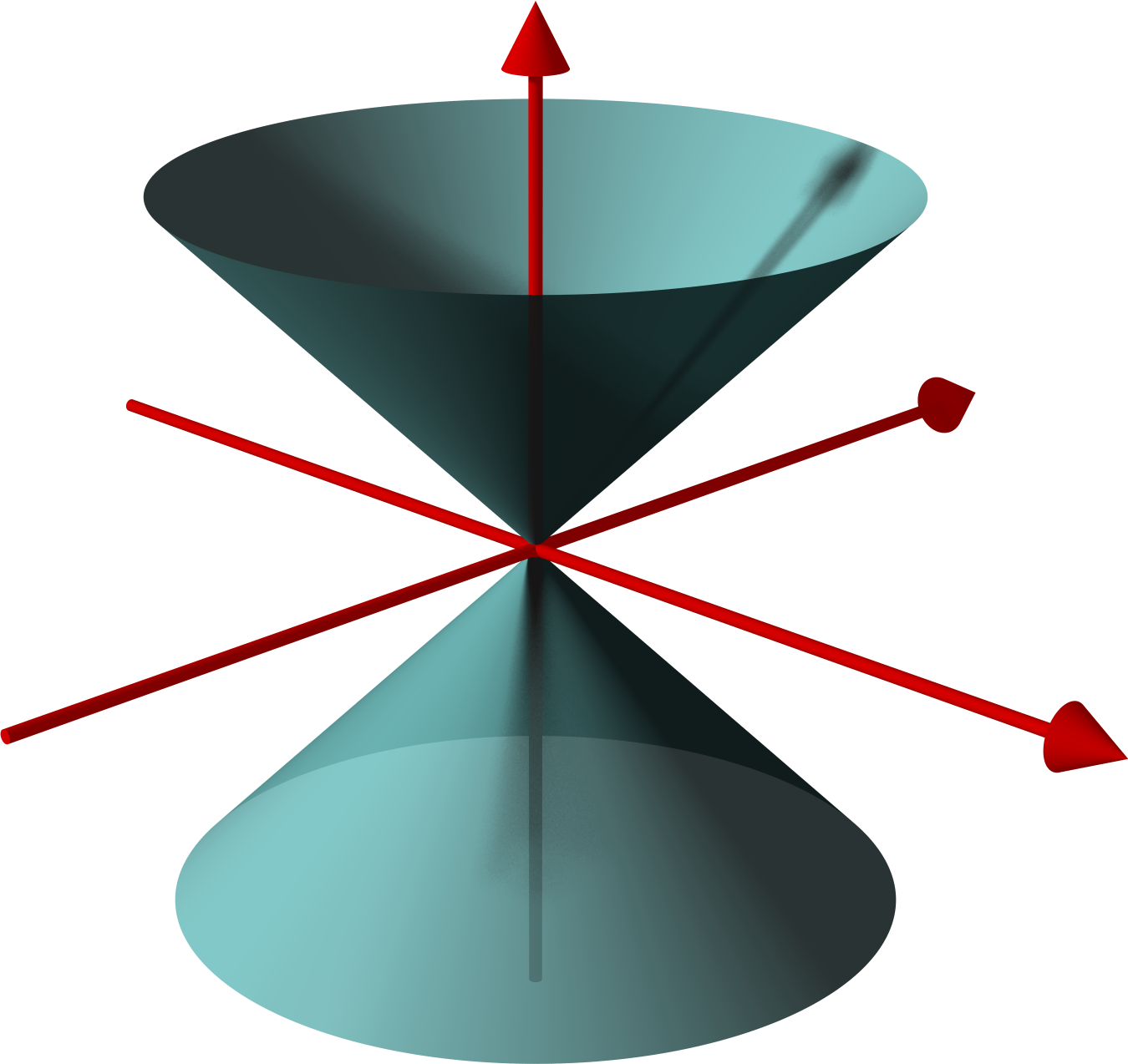
円錐型の特異点 x^{2} + y^{2} = z^{2}

標数0における特異点解消方法の中には滑らかな射について関手的なものがある。しかし、強型の解消で滑らかとは限らない全ての射について関手的なものを見つけることは不可能である。例としてアフィン平面
A2
から円錐型の特異点
x2 + y2 = z2
への写像で
(X, Y)
を
(2XY, X 2 − Y 2, X 2 + Y 2)
に送るものを考える。XY 平面ははじめから非特異なので解消により変化すべきではない。そして、円錐型の特異点の任意の解消は特異点でのブローアップで与えられる最小解消を介して分解する。しかし
XY 平面からこのブローアップへの有理写像は正則写像に拡張しない。

### 最小解消が存在するとは限らない
1次元と2次元では最小解消（解消であって全ての解消はこれを介して分解するもの）が存在したが、高次元では常に存在するとは限らない。アティヤ・フロップは最小解消が存在しない3次元での特異点の例である。Y を
A4
における
xy = zw
の零点とし、V を
Y の原点でのブローアップとする。このブローアップの例外軌跡は
P1×P1
と同型である。これは、2つの異なるやり方で
P1
にブローダウンすることができ、それぞれ
Y の2つの小さい解消
X1
と
X2
を与える。どちらもこれ以上ブローダウンすることはできない。

### 解消は直積操作と交換可能ではない
Kollár (2007, example 3.4.4, page 121) において、十分によい解消手順は直積操作と交換できることを期待できないことがわかる次の例が示されている。f : A→B を3次元アフィン空間における2次の円錐 B の原点でのブローアップとする。このとき、f × f : A×A→B×B
はエタール局所的な解消手順から得ることはできない。これは、本質的にはこの例外軌跡が2つの交叉する成分を持つことによる。

### トーリック多様体の特異点
トーリック多様体の特異点は具体的に解消することが容易な高次元特異点の例である。トーリック多様体は、格子の錐の集まりである扇を用いて定義される。この特異点は各錐を格子の基底から生成される錐の和集合に分割し対応するトーリック多様体を取ることで解消できる。

### Xの正則部分代数多様体を中心に選ぶ
代数多様体 X の非特異化の構成では、X の滑らかな部分代数多様体がブローアップの中心になるとは限らない。抽象的な代数多様体 X の非特異化は、多くの場合、局所的に
X を滑らかな代数多様体 W に埋め込み、W におけるそのイデアルを考え、このイデアルの標準的な非特異化を計算することにより作られる。イデアルの非特異化ではイデアルの位数をイデアルの特異度を測るものとして使う。イデアルの非特異化は局所的な中心を貼り合わせて大域的な中心を作るというやり方でなされる。この方法による証明は、ヒルベルト・サミュエル関数で特異点の悪さを測る広中の元の証明に比べて、相対的に簡単である。例えば Villamayor (1992),
Encinas & Villamayor (1998),
Encinas & Hauser (2002),
Kollár (2007) ではこのアイデアを使って証明している。しかしこの方法ではブローアップの中心は W で正則であることしか保証されない。
次の例 (Bierstone & Milman 2007) は、この方法により X（の強変換）との交叉が滑らかではない中心が生じ、したがって抽象的な代数多様体 X の非特異化が X の正則部分代数多様体でのブローアップとして得られていないものの例である。
4次元アフィン平面を考える。その座標を
x, y, z, w
とする。多項式
y2 − x3
と
x4 + xz2 − w3
で定義される部分代数多様体
X
を考える。この多項式を生成元とするイデアルの標準的な非特異化では
x = y = z = w = 0
で定義される
C0
を中心とするブローアップを行うだろう。変換後のイデアルは、x チャートでは
x − y2
と
y2(y2 + z2 − w3)
で生成される。次のブローアップの中心は
x = y = 0
で定義される
C1
である。X の強変換
X1
は
x − y2
と
y2 + z2 − w3
で定義されるものである。C1
と
X1
の交叉は
x = y = 0
と
z2 − w3 = 0
により与えられるが、これは正則ではない。
X の正則部分代数多様体をブローアップの中心とするより強い証明（Bierstone, Milman & 1991-97）では、局所的に
W
に埋め込んだときのイデアルの位数ではなく、X
の局所環のヒルベルト・サミュエル関数が使われる。

## 特異点解消のその他の変形版
解消のあと、全変換（強変換 X と例外因子の和集合）は悪くとも単純正規交叉する特異点しか持たない代数多様体になるように作られる。したがってこのタイプの特異点を解消することなく特異点を解消できないか、つまり滑らかな点と単純正規交叉している点の集合上で同型となる解消を見つけることができないか考えることは自然である。X が因子、つまり滑らかな代数多様体に余次元1の部分代数多様体として埋め込まれている場合には、単純正規交叉している点を避ける強型の解消が存在することが知られている。一般の場合や他のタイプの特異点を避けることが可能かどうかはまだわかっていない(Bierstone & Milman 2012)。
ある種の特異点については避けることは不可能である。例えば、正規交叉する特異点でのブローアップを避けて特異点を解消することはできない。実際、ピンチ・ポイント特異点を解消するためには、正規交差している特異点を含めた特異軌跡全体をブローアップする必要がある。